# Campagnes militaires de Soliman le Magnifique
Les campagnes impériales (turc ottoman : سفر همايون, Sefer-i humāyūn) de Soliman le Magnifique furent un ensemble de campagnes militaires menées par Soliman Ier. Dixième sultan de l'Empire ottoman, il fut appelé Soliman le Magnifique en Occident et le Législateur en Orient (turc : Kânûnî), pour sa réforme substantielle du système légal ottoman. Pendant son règne de près de 46 ans (le plus long de l'histoire de la dynastie ottomane) de 1520 à son décès en 1566, l'Empire ottoman fut l'État le plus puissant du monde. À son apogée, l'Empire s'étendait de Vienne, en Europe centrale, à la péninsule Arabique, au Moyen-Orient, couvrant plus de 5 200 000 km2 de superficie.
Soliman fut proclamé sultan en 1520 à 25 ans, succédant à son père Selim Ier dont il fut l'unique fils. Le début de son règne marqua l'avènement d'une politique d'expansion territoriale pour l'Empire ottoman. En plus des campagnes militaires menées par ses vizirs et amiraux, Soliman commanda lui-même 13 campagnes,. La durée totale de ces dernières fut de 10 ans et trois mois. Les détails des huit premières campagnes furent conservés dans le journal que tenait Soliman. 
Ses deux principaux adversaires tout au long des campagnes qu'il entreprit furent Ferdinand Ier, membre de la maison de Habsbourg (ultérieurement empereur romain germanique), principale opposante à l'avancée des troupes ottomanes en Europe, et Tahmasp Ier, chah de la Perse séfévide. Par ailleurs, la majorité des campagnes de Soliman fut tournée vers l'ouest, cela montrant distinctement l'ambition du sultan de se procurer le plus de territoires possibles au sein du continent européen. Ainsi, en 1521, Soliman captura le bastion chrétien de Belgrade, chose que son arrière grand-père Mehmed le Conquérant ne put réaliser. Puis, en 1526, la bataille de Mohács s'acheva avec la nette défaite du roi de Hongrie Louis II, décédé sur le champ de bataille. En conséquence, la majeure partie du territoire hongrois fut occupée par l'Empire ottoman. Néanmoins, en 1529, Soliman connut un premier revers de taille : les troupes ottomanes, incapables de forcer la résistance autrichienne lors du siège de Vienne, furent forcées de se retirer. La bataille marqua l'avancée extrême des Ottomans en Europe centrale. En effet, bien que l'Empire ottoman étendit son territoire à l'ouest dans les années qui suivirent, de 1529 à 1566, aucune des victoires subséquentes n'eut un impact suffisant pour légitimer et sécuriser totalement les nouvelles conquêtes ottomanes. En Orient, les conflits avec la dynastie perse séfévide tournèrent en faveur des Ottomans. Ainsi, par ses victoires, Soliman put annexer la majeure partie du Moyen-Orient. Sous son règne, les Ottomans annexèrent également de grandes portions de l'Afrique du Nord, s'étendant de l'eyalet d'Égypte déjà conquis en 1517, à la régence d'Alger, instaurée lors de la capture de la ville par Barberousse en 1525. En 1551, Soliman s'emparera également de la Tripolitaine, lors de la victoire ottomane lors du siège de Tripoli, contre les chevaliers de l'Ordre de Saint-Jean de Jérusalem. En outre, le règne du sultan fut également marqué par la domination qu'exerçait la marine ottomane, menée notamment par l'amiral Hayreddin Barberousse, sur la mer Méditerranée, la mer Rouge, et le golfe Persique.
En janvier 1566, Soliman, sultan de l'Empire ottoman pour près de 46 ans, se préparait pour son ultime campagne. Bien qu'ayant presque 72 ans et étant considérablement affaibli, au point qu'il dût effectuer le trajet alité, Soliman commanda théoriquement sa treizième expédition militaire. Le 1er mai 1566, Soliman quitta Constantinople à la tête de l'une des plus grandes armées qu'il eut jamais commandé. Au cours de la campagne, le campement ottoman à Siklós fut attaqué par Nikola Šubić Zrinski, ce qui poussa Soliman à assiéger la forteresse de ce dernier, à Szigetvár. Cette décision fut lourde de conséquences, dans la mesure où elle détourna l'avancée ottomane vers Vienne cette année-là. Finalement, bien que le siège se soit soldé par une victoire turque, les lourdes pertes subies lors de la bataille (pourtant contre des défenseurs presque dix fois moins nombreux), et surtout le décès de Soliman dans sa tente de causes naturelles poussèrent le grand vizir Sokollu Mehmed Pacha à avorter la campagne, devant retourner à Constantinople pour l'investiture du nouveau sultan Sélim II.
Peu de temps après le décès de Soliman, l'Empire ottoman bascula dans une période de stagnation. Bien que le règne du sultan ait été avant tout synonyme de grands accomplissements militaires, l'époque signala également l'apparition de pratiques teintes de corruption, qui furent pour la majeure partie responsables du début de la longue période de décadence que connaîtra l'Empire par la suite. Enfin, il est communément accepté que le règne de Soliman correspondit à l'apogée de la puissance économique, militaire, politique et culturelle de l'Empire ottoman, les treize campagnes militaires entreprises par le sultan ayant considérablement contribué à cela.

## Campagnes
Légende
- Campagnes en Europe
- Campagnes au Proche-Orient
- Campagnes en Méditerranée

| #  | Campagne      | Dates                                                                             | Notes | Image                                                |
| -- | ------------- | --------------------------------------------------------------------------------- | --- | ---------------------------------------------------- |
| 1  | Belgrade      | 18 mai 1521 – 19 octobre 1521                                                     | Filibe (Plovdiv)–Niš–Belgrade–Semendire (Smederevo) Menés par Soliman, les Ottomans se préparèrent pour prendre la ville de Belgrade, chose que l'arrière grand-père du sultan Mehmed le Conquérant ne put réaliser. Disposant d'une garnison de seulement 700 hommes, et sans aucune aide de la Hongrie, Belgrade tomba en août 1521. | Belgrade au XVIe siècle.                             |
| 2  | Rhodes        | 16 juin 1522 – 30 janvier 1523                                                    | Kütahya–Denizli–Rhodes–Alaşehir Le siège de Rhodes fut la seconde tentative des Ottomans d'expulser les Chevaliers de l'Ordre de Saint-Jean de Jérusalem de l'île qui leur servait de bastion. La victoire ottomane à l'issue du siège signala le début de la domination ottomane sur le Bassin Levantin. À l'été 1522, Soliman déploya une flotte de 400 navires, tout en menant personnellement une armée de 100 000 hommes à travers l'Asie mineure. Les Chevaliers, en infériorité numérique considérable, capitulèrent le 20 décembre, au bout d'un siège de cinq mois. Néanmoins, Soliman, après négociation avec le grand maître Philippe de Villiers de L'Isle-Adam, permit à l'Ordre de quitter l'île. | Le siège de Rhodes.                                  |
| 3  | Mohács        | 23 avril 1526 – 13 novembre 1526                                                  | Belgrade–Peterwardein (Petrovaradin)–Eszek (Osijek)–Mohács–Ofen (Buda)–Szegedin (Szeged)–Bécse (Bečej) Le 29 août 1526, les forces hongroises menées par le roi Louis II furent défaites à la bataille de Mohács par les forces ottomanes du sultan Soliman. Louis fut tué pendant la bataille, ce qui mit fin à l'indépendance du royaume de Hongrie, puisqu'il mourut sans héritier. La Hongrie et la Croatie devirent alors des territoires disputés entre les Habsbourg d'Autriche et les Ottomans. L'empereur Ferdinand Ier de Habsbourg, frère de Charles Quint, prit comme épouse la fille de Louis II, et fut élu roi par la noblesse de Hongrie et de Croatie. Néanmoins, Soliman désigna le prince de Transylvanie Jean Zápolya comme souverain. Après que la résistance hongroise se fut effondrée, l'Empire ottoman devint la puissance dominante en Europe du Sud-Est. | La bataille de Mohács.                               |
| 4  | Vienne        | 10 mai 1529 – 16 décembre 1529                                                    | Mohács–Ofen (Buda)–Komorn (Komárom)–Győr–Vienne La première tentative des Ottomans pour prendre Vienne échoua en 1529,. Menés par Charles V et son frère Ferdinand, les Habsbourg prirent Buda à Jean Zapolya, mais tous les gains de cette campagne furent perdus dès 1529 à la suite d'une contre-attaque ottomane. La même année, Soliman assiégea Vienne, et bien qu'il ne parvienne pas à s'en emparer, cette date marqua l'apogée de la puissance ottomane et de son extension en Europe centrale. La campagne de Vienne peut également être vue comme un succès pour les Turcs, dans la mesure où Jean Zápolya put conserver son titre de roi de Hongrie, en tant que vassal de l'Empire ottoman et ce, jusqu'à son décès. | Le siège de Vienne.                                  |
| 5  | Güns (Kőszeg) | 25 avril 1532 – 21 novembre 1532                                                  | Eszek (Osijek)–Babócsa–Rum–Styria–Güns (Kőszeg)–Pettau (Ptuj)–Varaždin–Požega Les Ottomans essayèrent à nouveau de prendre Vienne en 1532, mais leur tentative échoua une seconde fois. Après que Soliman eut traversé la Drave à Osijek au lieu d'emprunter la route habituelle vers Vienne, il se dirigea vers l'ouest et pénétra dans le territoire hongrois, alors occupé par Ferdinand. Soliman s'empara d'abord de quelques villages, puis il décida d'assiéger la ville de Güns (Kőszeg), à proximité de la frontière autrichienne. Selon certains historiens, les Turcs furent repoussés par les forces hongro-croates,. Certains affirment plutôt que le baron croate Nikola Jurišić, commandant de la ville, accepta de se rendre aux forces ottomanes, après avoir accepté des termes proposés par Soliman lui étant favorables. Malgré tout, les Ottomans se retirèrent au bout du siège, à l'arrivée des pluies d'août. Soliman fut ainsi stoppé à Kőszeg et ne put continuer vers Vienne comme prévu. Cependant, Ferdinand et Charles s'étant soustraits à un affrontement direct avec les forces ottomanes, Soliman put sécuriser ses possessions en Hongrie en occupant plusieurs forts. Immédiatement après le retrait des Ottomans, Ferdinand réoccupa les territoires qu'il avait concédé en Hongrie et en Autriche. En fin de compte, Soliman accepta la signature d'un traité de paix avec les Autrichiens un an plus tard. Le traité consacra Jean Zápolya comme légitime roi de Hongrie, mais permit également à Ferdinand de conserver ses territoires dans le pays. | Monument au siège de Güns (Kőszeg).                  |
| 6  | Perse         | 11 juin 1534 – 8 janvier 1536                                                     | Konya–Sivas–Erzurum–Erciş–Tabriz–Sultaniye (Soltaniyeh)–Dargazin–Qasr-e Shirin–Bagdad–Irbil (Arbil)–Zagros–Tabriz–Khoy–Lake Van–Amid–Urfa (Şanlıurfa)–Alep–Adana–Konya–Constantinople La guerre turco-persane de 1532–1555, oppose l'Empire ottoman de Soliman à la dynastie perse séfévide menée par Tahmasp Ier. L'un des faits marquants de cette guerre fut la prise de Bagdad par les Ottomans. La conquête se fit sans aucune résistance, les Séfévides ayant décidé de fuir la ville et de la laisser sans défense, conformément à la politique de la terre brûlée qu'ils adoptèrent pendant le conflit. | Carte de Tabriz au XVIe siècle, par Nasuh el-Silâhî. |
| 7  | Corfou        | 17 mai 1537 – 22 novembre 1537                                                    | Filibe (Plovdiv)–Uskup (Skoplje)–Elbasan–Avlonya (Vlorë)–Corfou–Manastir (Bitola)–Selanik (Thessalonique) En vertu de l'alliance franco-ottomane que Soliman conclut avec François Ier, les Ottomans envahirent les Pouilles, région du sud de l'Italie. Cependant, malgré la puissance de l'armée ottomane, les villes d'Otrante et de Brindisi parvinrent à résister à l'assaut. Le fait que la France ne remplit pas son engagement poussa Soliman à mettre fin à la campagne en Italie, organisant au lieu le siège de l'île vénitienne de Corfou. Par ailleurs, le siège de la ville en 1537 fut l'un des premiers affrontements de la troisième guerre vénéto-ottomane, qui s'achèvera en 1540. En fin de compte, les Ottomans ne parvinrent pas à prendre l'île, et Soliman décida de se retirer,. | Corfou au XVIe siècle.                               |
| 8  | Moldavie      | 9 juillet 1538 – 27 novembre 1538                                                 | Babadaği (Babadag)–Jassy (Iaşi)–Suceava En 1538, Soliman envahit la principauté de Moldavie. Le prince Pierre IV Rareș ayant décidé de s'exiler en Transylvanie, les Ottomans occupèrent les plus grandes villes du pays, dont la capitale Iași. En conséquence, la Moldavie devint un État vassal de l'Empire ottoman, et Soliman nomma Ştefan comme prince de Moldavie. La campagne victorieuse permit également à Soliman d'occuper Suceava et d'annexer la Bessarabie. | Le château de Suceava.                               |
| 9  | Hongrie       | 20 juin 1541 – 27 novembre 1541                                                   | Ofen (Buda) La mort de Jean Zápolya en 1540 offrit à Ferdinand une opportunité d'envahir la Hongrie et de restaurer l'hégémonie autrichienne sur le pays, perdue depuis la bataille de Mohács. Ainsi, dans ce but, en 1541, les Habsbourg assiégèrent la ville de Buda, qui était gouvernée par Isabelle Jagellon, épouse du roi défunt Jean Zápolya. Le soutien que portait Soliman pour Isabelle poussa ce dernier à prendre le commandement d'une armée ottomane pour aider Isabelle. Soliman battit les troupes des Habsbourg à Buda, qui furent obligées de lever le siège. En conséquence, Soliman annexa la Hongrie, l'intégrant comme eyalet à l'Empire ottoman, et nomma Isabelle comme régente de Transylvanie (turc : Edel). | Le siège de Buda.                                    |
| 10 | Hongrie       | 23 avril 1543 – 16 novembre 1543                                                  | Eszek (Osijek)–Siklós–Ofen (Buda)–Gran (Esztergom)–Tata–Pest En avril 1543, Soliman lance une autre campagne en Hongrie pour récupérer des villes occupées par les Autrichiens depuis la dernière invasion de Ferdinand. Les Ottomans récupérèrent Bran et d'autres forts, si bien que le pays retourne sous contrôle ottoman. En août 1543, les Ottomans assiégèrent avec succès la ville d'Esztergom, ce qui fut suivi par la capture de trois autres villes hongroises : Székesfehérvár, Siklós et Szeged, offrant ainsi une meilleure sécurité à Buda. | Le siège d'Esztergom.                                |
| 11 | Perse         | 29 mars 1548 – 21 décembre 1549                                                   | Tabriz–Van–Muş–Bitlis–Amid (Diyarbakır)–Ergani–Harput (Elâzığ)–Amid–Urfa–Birecik–Alep–Hama–Hims–Antioch Lors de la guerre turco-persane, les Séfévides prirent l'habitude d'attaquer les Ottomans par derrière. Cela poussa Soliman à lancer une seconde campagne contre la dynastie perse, afin d'éliminer le Shah Tahmasp Ier une fois pour toutes. En fin de compte, Soliman décida d'abandonner la campagne, non sans plusieurs gains territoriaux à Tabriz et en Arménie, qui furent néanmoins de courte durée. À l'issue du conflit, Soliman parvint à sécuriser une présence durable dans la province de Van, et à occuper plusieurs forts en Géorgie. | La ville de Van.                                     |
| 12 | Perse         | 28 août 1553 – 31 juillet 1555                                                    | Kütahya–Ereğli (où Soliman exécuta le prince Mustafa)–Alep–Amid (Diyarbakır)–Erzurum–Kars–Karabağ–Nahçıvan (Nakhchivan)–Erzurum–Sivas–Amasya En 1553, Soliman lança sa troisième et dernière campagne contre l'Empire séfévide. Au début, les Ottomans perdirent la ville d'Erzurum, mais ils la récupérèrent peu de temps après. Les gains territoriaux ottomans à l'issue de la guerre furent légitimés par la paix d'Amasya en 1555. Le traité stipula que Soliman devait rendre Tabriz aux Perses, mais qu'il pouvait conserver Bagdad, la basse Mésopotamie, les embouchures du Tigre et de l'Euphrate, et une partie de la côte du golfe Persique. | Suleiman marchant sur Nakhichevan.                   |
| 13 | Szigetvár     | 1er mai 1566 – 8 septembre 1566 Soliman décéda la veille de la victoire ottomane. | Siklós–Pécs–Szigetvár (Soliman décéda le 7 septembre) La marche vers Vienne de l'armée ottomane fut interrompue après que Soliman eut appris le succès de Zrinski dans une attaque sur le camp turc à Siklós,. Cela poussa le sultan à reporter son attaque prévue sur Eger, portant au lieu son attention sur la forteresse de Zrinski à Szigetvár pour l'éliminer, le considérant comme une menace,. L'ennemi des Ottomans, le comte Nikola Šubić Zrinski, fut l'un des plus grands propriétaires terriens croates, un vétéran de la guerre de frontières et un ban du Royaume de Croatie (représentant royal). Le siège se solda finalement par une victoire ottomane. Les deux belligérants endurèrent tout de même de lourdes pertes, dont leurs commandants respectifs : Zrinski lors de l'assaut final et Soliman dans sa tente de causes naturelles. Plus de 20 000 Turcs sont morts durant l'attaque et presque toute la garnison de Zrinski est anéantie, surtout lors du dernier jour du siège. La mort de Soliman signifia que toute avancée militaire vers Vienne serait reportée, le grand vizir devant retourner à Constantinople pour la succession du nouveau sultan, Sélim II,. Même si Soliman avait survécu, son armée n'aurait pas pu accomplir beaucoup dans le peu de temps qui s'est écoulé entre la chute de Sziget et le début de l'hiver. | Le siège de Szigetvár.                               |

## Adversaires de Soliman

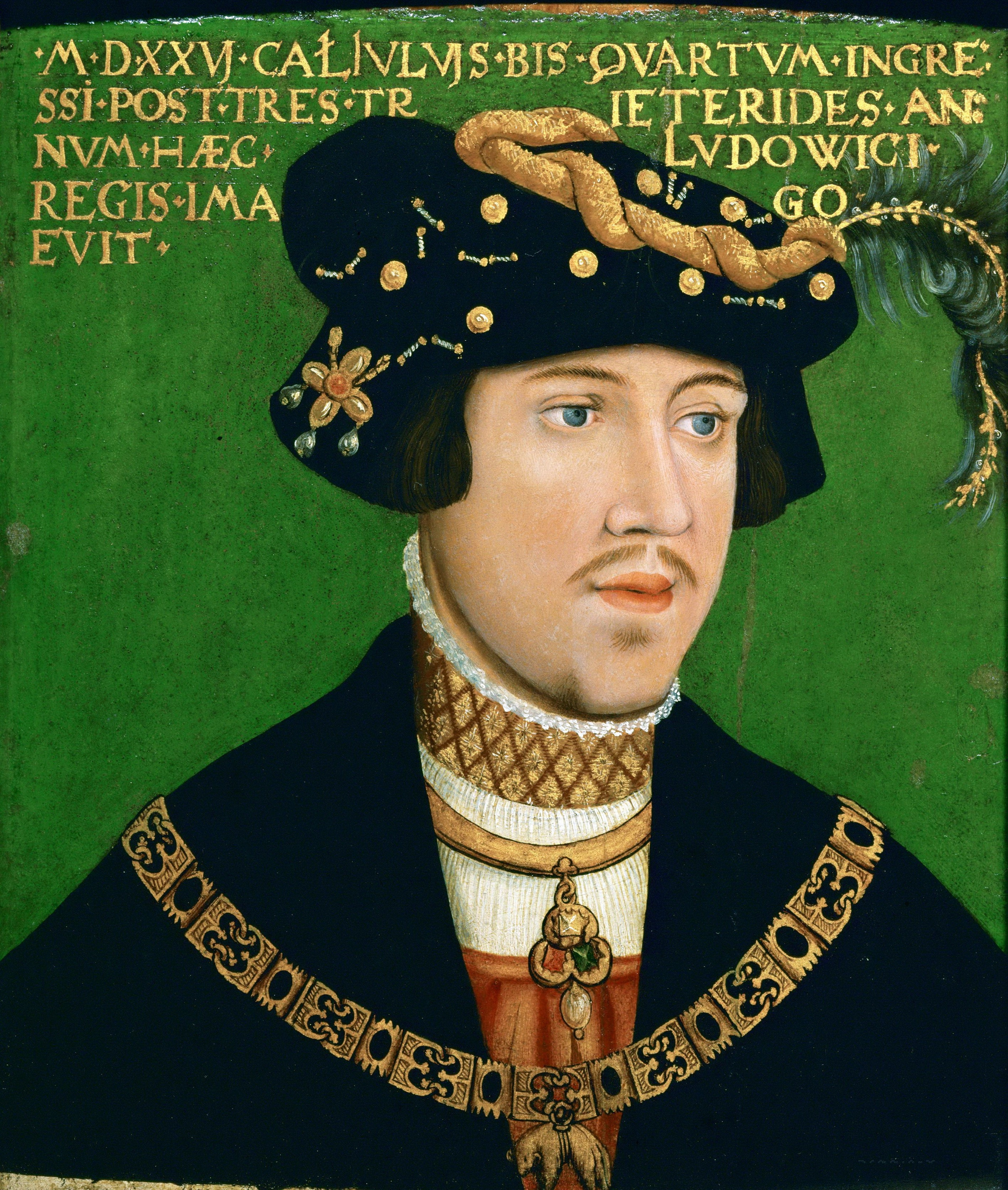
Louis II de Hongrie (campagnes 1, 3)
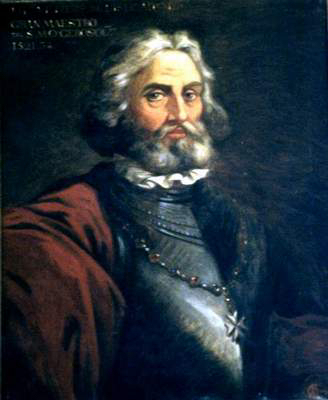
Philippe Villiers de L'Isle-Adam (campagne 2)
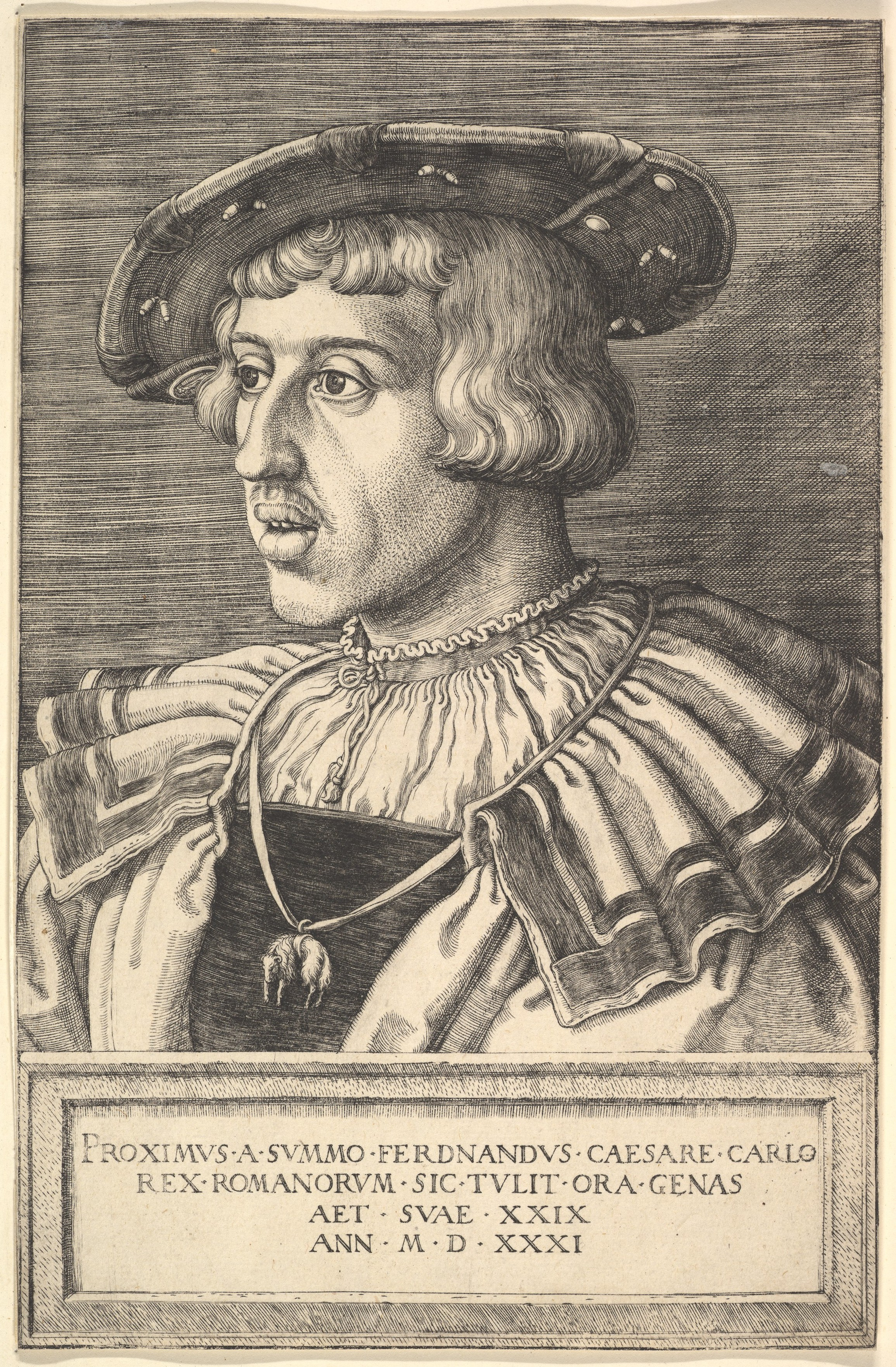
Ferdinand Ier (campagnes 4, 5, 9, 10)
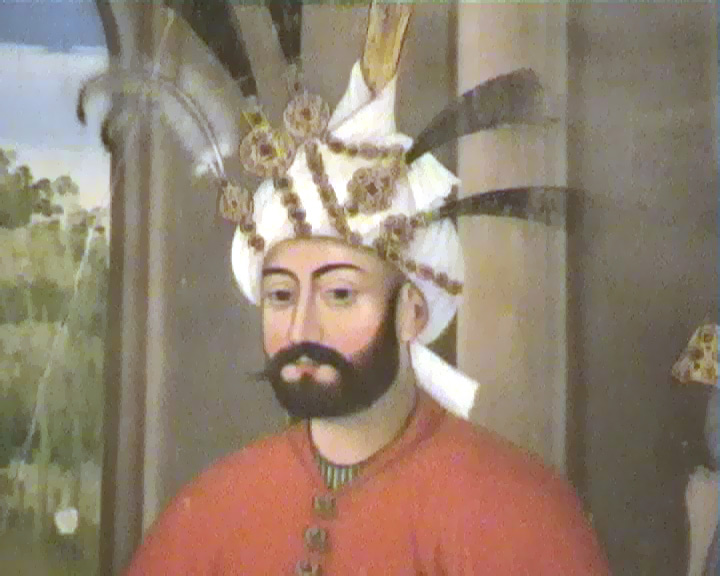
Tahmasp Ier (campagnes 6, 11, 12)
Andrea Gritti (campagne 7)
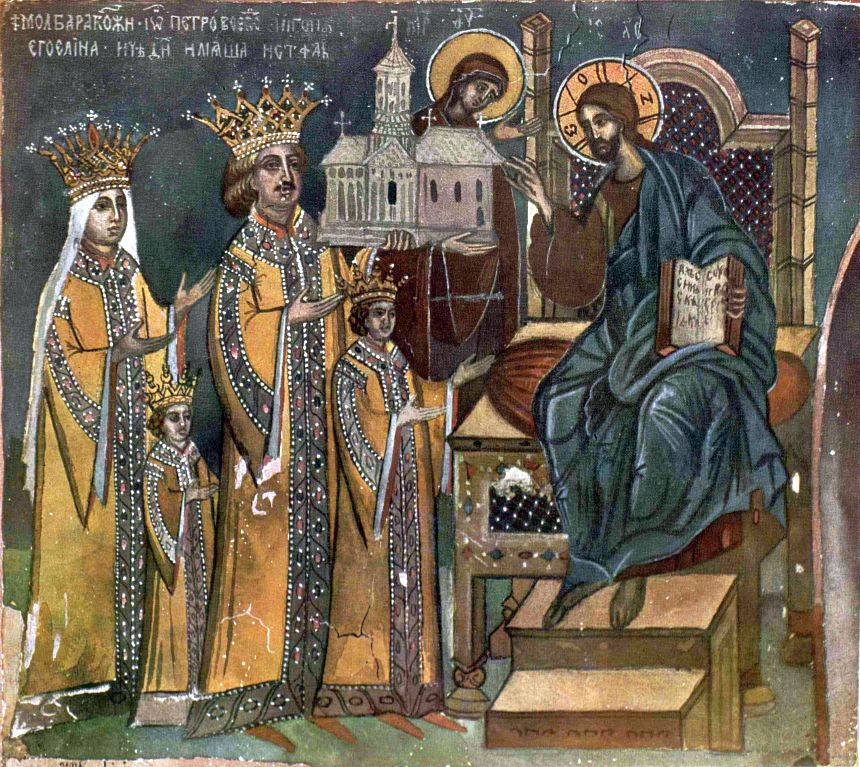
Pierre IV Rareș (campagne 8)
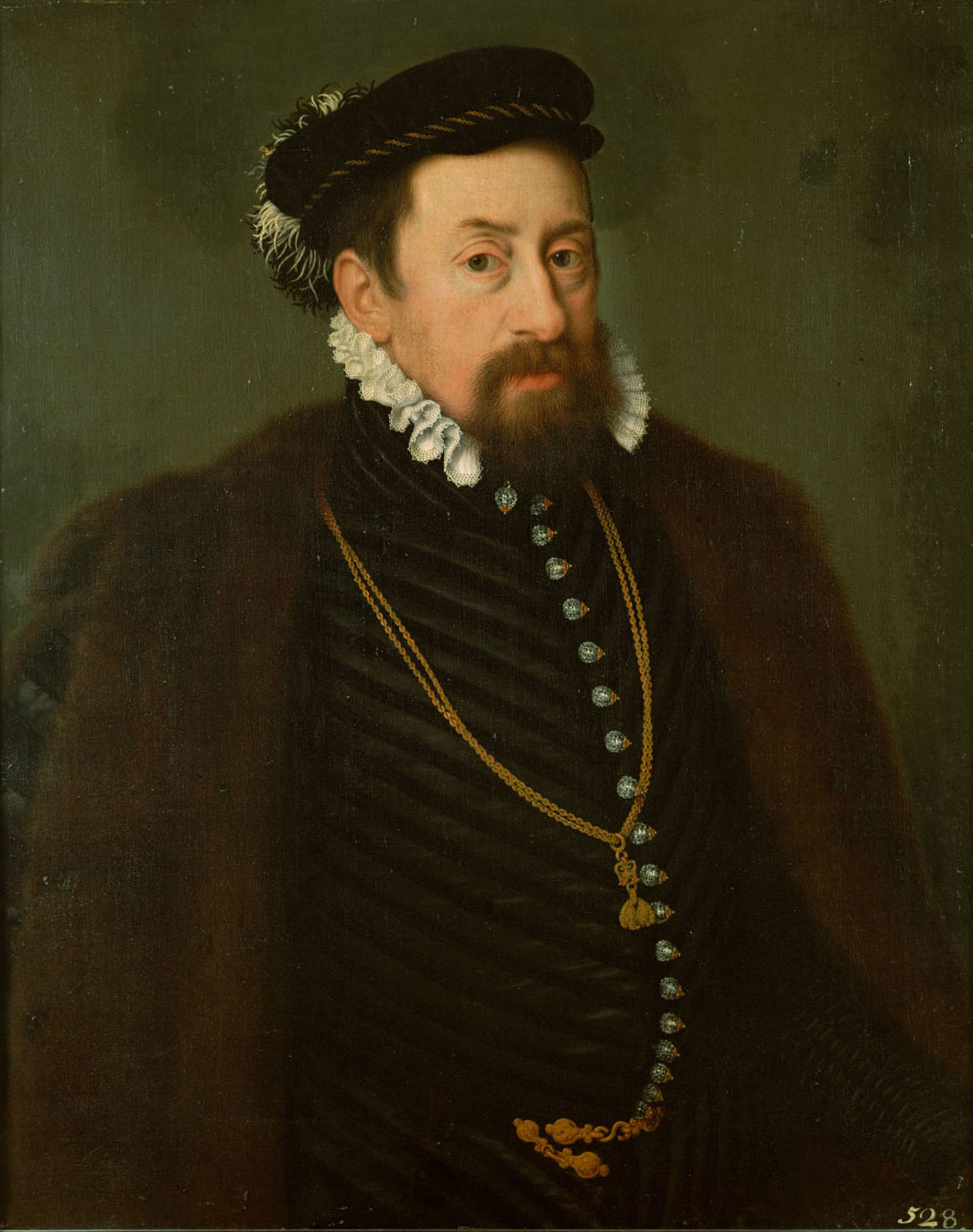
Maximilien II (campagne 13)
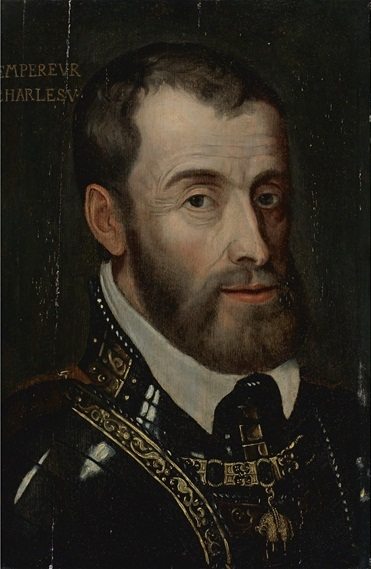
Charles Quint

### Articles Connexes
Kurtoğlu Muslihiddin Reis